# Хемет (Калифорнија)
Хемет (енгл. Hemet) град је у америчкој савезној држави Калифорнија. По попису становништва из 2010. у њему је живело 78.657 становника.

## Демографија
Према попису становништва из 2010. у граду је живело 78.657 становника, што је 19.845 (33,7%) становника више него 2000. године.
| Група             | 2000.          | 2010.          |
| Белци             | 41.345 (70,3%) | 40.723 (51,8%) |
| Афроамериканци    | 1.527 (2,6%)   | 5.049 (6,4%)   |
| Азијати           | 872 (1,5%)     | 2.352 (3,0%)   |
| Хиспаноамериканци | 13.585 (23,1%) | 28.150 (35,8%) |
| Укупно            | 58.812         | 78.657         |